# Klågerup
Klågerup – miejscowość (tätort) w Szwecji, w regionie administracyjnym (län) Skania, w gminie Svedala.
Według danych Szwedzkiego Urzędu Statystycznego liczba ludności wyniosła: 1940 (31 grudnia 2015), 2152 (31 grudnia 2018) i 2241 (31 grudnia 2019).